# ميدالية كانتور
ميدالية جورج كانتور أو ميدالية كانتور (بالألمانية: Georg-Cantor-Medaille) هي ميدالية تمنحها الجمعية الرياضياتية الألمانية منذ سنة 1990 كل عامين في الأغلب. لعلماء الرياضيات الذين تُنشر إسهاماتهم باللغة الألمانية. سُميت الميدالية بهذا الاسم نسبة إلى جورج كانتور، أول رئيس للجمعية الرياضياتية الألمانية.

## الفائزون بالميدالية
- 1990 كارل شتاين[2]
- 1992 يورغن موزر[2][3][3]
- 1994 إرهارد هايتنس[2][3]
- 1996 جاك تيتس[2][3]
- 1999 فولكر شتراسن[2][3]
- 2002 يوري مانين[2][3]
- 2004 فريدريش هيرتسبروخ[3]
- 2006 هانس فولمر[3]
- 2008 هانس غراورت[3]
- 2010 ماتياس كريك[4]
- 2012 ميكايل شتروفه[5]
- 2014 هربرت شبون[6]
- 2017 غيرد فالتينغز[7]
- 2019 هيلين اسنولت[8]
- 2021 مارتن جروتشيل[9]